# Conothele medoga
Espèce
Conothele medoga est une espèce d'araignées mygalomorphes de la famille des Halonoproctidae.

## Distribution
Cette espèce est endémique du Tibet en Chine,. Elle se rencontre dans le xian de Mêdog.

## Description
La femelle holotype mesure 12,12 mm.

## Étymologie
Son nom d'espèce lui a été donné en référence au lieu de sa découverte, le xian de Mêdog.

## Publication originale
- Zhang & Yu, 2021 : « Description of two species of Conothele Thorell, 1878 from Tibet, China (Mygalomorphae: Halonoproctidae). » Journal of Hebei University, Natural Science Edition, vol. 41, no 5, p. 581-586.